# بينيت هاريسون
بينيت هاريسون (بالإنجليزية: Bennett Harrison) هو اقتصادي أمريكي، ولد في 27 يونيو 1942، وتوفي في 17 يناير 1999.